# Мамедгасанов, Рафик Муса оглы
Рафик Муса оглы Мамедгасанов (азерб. Məmmədhəsənov Rafiq Musa oğlu; род. 26 сентября 1945 году, Кедабек, Азербайджанская ССР) — государственный и политический деятель. Депутат Милли меджлиса Азербайджанской Республики III, IV, V созывов. Доктор медицинских наук (1990). Проректор по научной работе Азербайджанского медицинского университета. Заслуженный деятель науки Азербайджана (2000).

## Биография
Родился Рафик Мамедгасанов 26 сентября 1945 году в городе Кедабек, ныне административный центр Кедабекского района, Республики Азербайджан. В 1963 году поступил на обучение на первый курс лечебно-профилактического факультета Азербайджанского государственного медицинского института имени Нариманова, который успешно окончил в 1969 году.
С 1969 по 1971 годы работал врачом-терапевтом в санатории Нафталан, затем с 1971 по 1973 годы трудился врачом-терапевтом в желудочно-кишечном санатории Мардакян. С 1974 по 1976 годы был аспирантом кафедры внутренних болезней II лечебно-профилактического факультета Азербайджанского государственного медицинского института.
В 1979 году защитил кандидатскую диссертацию в Тбилисском государственном медицинском институте. С 1977 по 1986 годы работал ассистентом внутренних болезней II лечебно-профилактического факультета Азербайджанского государственного медицинского института. С 1986 по 1990 годы был докторантом Всесоюзного Эндокринологического научного центра в Москве.
В 1990 году защитил докторскую диссертацию и получил ученую степень доктора медицинских наук. С 1990 года по настоящее время работает заведующим кафедрой внутренних болезней медицинского университета и с того же года по настоящее время является главным эндокринологом Министерства здравоохранения Азербайджанской Республики. С 1993 года работал в должности проректора по научной работе Азербайджанского медицинского университета. В 2000 году удостоен звания Заслуженный деятель науки Азербайджана.
В 2010 году был награждён медалью «Прогресс» Азербайджанской Республики. Член партии «Новый Азербайджан» с ноября 1992 года. Член Политического совета партии «Новый Азербайджан».
13 мая 2006 года избран депутатом Милли Меджлиса Азербайджанской Республики III созыва. 7 ноября 2010 года вновь избран депутатом Милли Меджлиса Азербайджанской Республики (IV созыва). В 2015 году был вновь переизбран в Национальное Собрание Азербайджана. Полномочия истекли в 2020 году.

## Награды
- Заслуженный деятель науки Азербайджана (2000).
- Медаль «Прогресс» (2010).
- Почётный диплом Президента Азербайджанской Республики (2022)[4].